# Samsung Galaxy Tab 8.9

Логотип Samsung Galaxy Tab

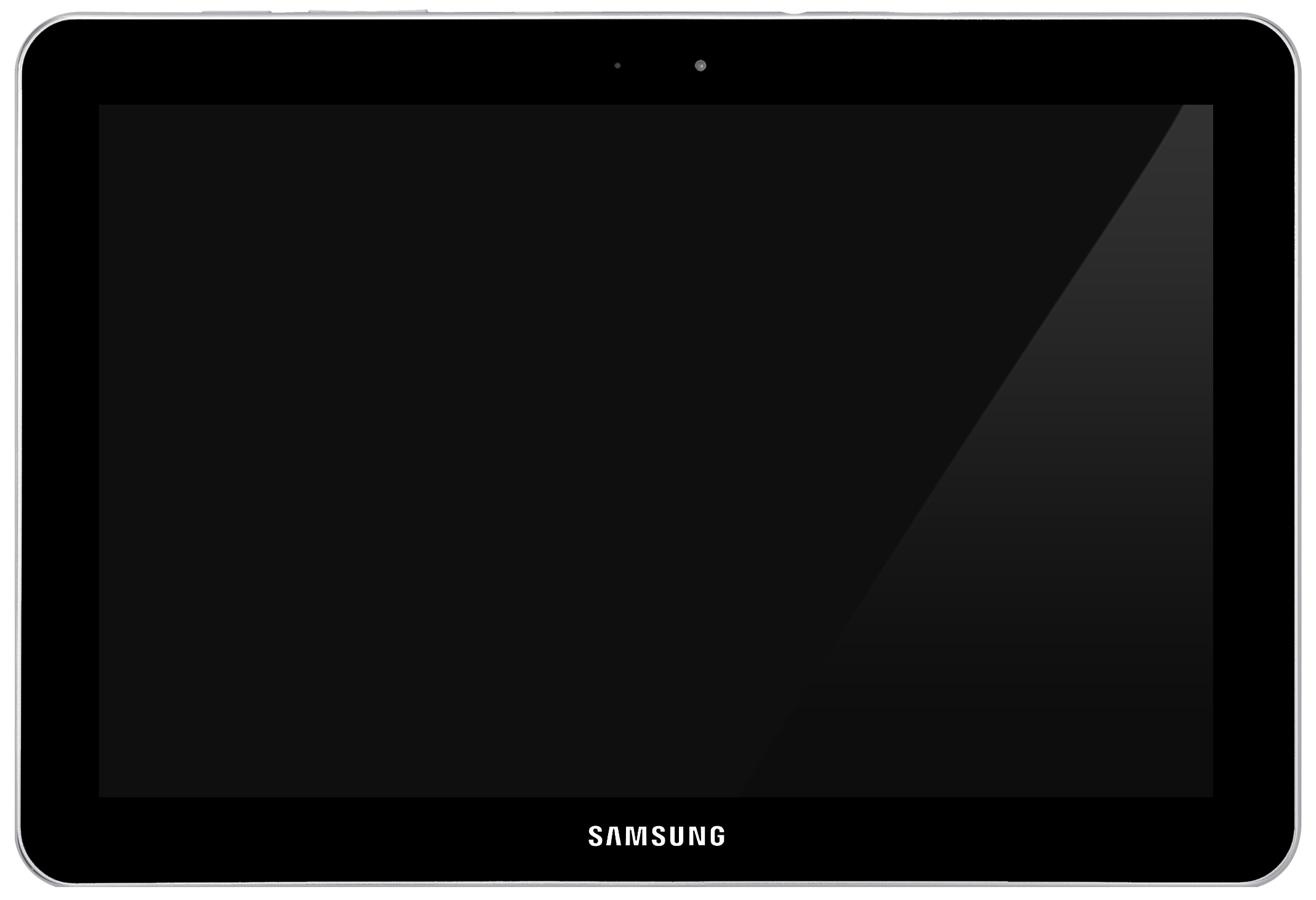
Samsung Galaxy Tab 8.9

Samsung Galaxy Tab 8.9 — это планшетный компьютер на базе Android, разработанный и изготовленный компанией Samsung и представленный 22 марта 2011 года на конференции CTIA по беспроводным технологиям на мероприятии Samsung Unpacked в Орландо. Он входит в серию Samsung Galaxy Tab и оснащен 8,9-дюймовым дисплеем и двухъядерным процессором Nvidia Tegra 2 с тактовой частотой 1 ГГц.

## История
Одновременно с повторным представлением Samsung новой, более тонкой 10,1-дюймовой модели на мероприятии Samsung Unpacked во время конференции CTIA Wireless в марте 2011 года, компания также выпустила новую 8,9-дюймовую модель с таким же дизайном, размерами и характеристиками, с той лишь разницей, что экран нового поколения и был выпущен 2 октября.

## Программное обеспечение
Galaxy Tab 8.9 работает под управлением Android 3.1 Honeycomb. с пользовательским наложением TouchWiz.

## Функции

### Обновления
В августе 2012 года Samsung предоставила пользователям в Италии, Великобритании и США операционную систему Android 4.0.4 Ice Cream Sandwich для Samsung Galaxy Tab 8.9 и Samsung Galaxy Tab 10.1.
Samsung начала развертывание беспроводного обновления нового интерфейса TouchWiz UX, ткоторое будет состоять из:
- L!ve Panels: Набор настраиваемых виджетов и панелей, которые предоставляют Honeycomb дополнительное содержимое, такое как погода, календарь и многое другое. Размер виджетов и панелей можно изменять в соответствии с сеткой[5].
- Панель мини-приложений: дополнительная панель в виде док-станции, которая дает доступ к наиболее часто используемым приложениям.
- Social Hub: интегрированное приложение для обмена сообщениями, которое направлено на то, чтобы сосредоточить социальную жизнь пользователя, объединяя почтовые ящики и временные шкалы нескольких служб, таких как Gmail, Facebook, Twitter и многих других, разделяя их на «Каналы» (обновления) и «Сообщения».
- Reader's Hub: магазин, который позволит пользователю загружать электронные книги на Galaxy Tab. Samsung утверждает, что в нем будет около 2 миллионов книг, 2000 газет на 49 языках и 2300 журналов на 22 языках, которые доступны только в США.
- Media Hub: служба видео по запросу, доступная только в США.
- Music Hub: служба музыки по запросу, которая доступна в США, а теперь и в Австралии.

## Аппаратное обеспечение
Galaxy Tab 8.9 оснащен двухъядерным процессором с тактовой частотой 1 ГГц, 1 ГБ ОЗУ и 3-осевым гироскопом MPU-3050 от InvenSense.
Как и во всех планшетах Honeycomb, количество кнопок было уменьшено: обычные кнопки «Домой», «Меню», «Назад» и «Поиск», которые присутствуют на большинстве устройств Android, встроены в панель уведомлений и меню. Единственными физическими кнопками являются Power, Volume Up и Volume Down.
Galaxy Tab 8.9 включает стереодинамики, по одному с каждой стороны, и соответствующий 10.1 внизу.
Galaxy Tab 8.9 сохраняет фирменный интерфейсный разъем Samsung PDMI, который используется как для зарядки, так и для передачи данных. Для 8.9 имеется док-станция с клавиатурой, использующая отдельный съемный слот для док-станции (также совместима с 10.1 без разъема).
Все модели будут поставляться с 2-мегапиксельной фронтальной камерой и 3-мегапиксельной задней камерой из-за уменьшения объема в новых моделях.
Он также поддерживает подключение 4G и две антенны Wi-Fi a/b/g/n, которые могут работать на частотах 2,4 и 5 ГГц.
Хост-адаптер USB был выпущен в июне 2011 года. Ключ подключается к 30-контактному разъему док-станции и позволяет подключать к планшету USB-совместимые аксессуары, такие как клавиатуры, мыши и флэш-накопители.

## Отзывы
Первоначальные отзывы о продукте были неоднозначными. CNET заявила, что он «упаковывает в компактный корпус все возможности планшета Android Honeycomb вместе с полезными настройками Samsung. Веб-страницы и документы отображаются в натуральную величину».

## Патентный иск Apple
Samsung Galaxy Tab стал предметом судебных исков Apple о нарушении патентных прав и дизайна. У Apple есть одновременные иски о нарушении прав интеллектуальной собственности против других производителей, а именно Motorola Mobility (MMI) и HTC.
Предполагаемые нарушения со стороны Galaxy Tab привели к тому, что были вынесены судебные запреты, запрещающие продажу компьютера в Австралии, что вынудило отменить его запуск там. Samsung добросовестно приостановила продажу планшета до судебного решения, поэтому он недоступен для официальной продажи в Австралии - однако существует серый рынок импорта. Юридическим содержанием иска является нарушение жестов ввода, таких как щипки, которые, по утверждению Apple, нарушают их патенты.
10 августа 2011 года немецкий суд вынес предварительный судебный запрет до проведения полного слушания, запрещающий продажу Galaxy Tab 8.9 в Европейском союзе (за исключением Нидерландов, где находится второй иск). Хотя Samsung обвиняют в нарушении 10 отдельных патентов Apple на передачу данных и технологию беспроводной связи, судебный запрет был вынесен на основании предполагаемого нарушения одного из Зарегистрированные проекты сообщества Apple, относящиеся к iPad 2. Источники в прессе сообщили, что таможенные органы по всему Европейскому союзу арестовали входящие поставки продукта после вынесения постановления, фактически заблокировав его доступ на ключевой европейский рынок, и его листинг был удален интернет-магазином Amazon.co.uk. Samsung заявила, что не получала уведомления о просьбе Apple прекратить продажи своего планшета. В ответ на действия Apple компания подала встречные иски дома, в Южной Корее, и за рубежом, в Японии, США и Германии.
Голландский журнал Webwereld сообщил о расследовании доказательств, противопоставляющих два устройства, представленных Apple в немецкий суд, в которых изображенный Galaxy Tab не точно отражает продукт с точки зрения его формы. Пример из судебного документа показывает устройство Samsung, размеры которого намного ближе к устройству Apple, а логотип Samsung, похоже, был удален цифровым способом. Кроме того, Galaxy Tab отображается с ящиком приложений, в отличие от iPad на главном экране, что создает впечатление аналогичного пользовательского интерфейса.
16 августа действие судебного запрета было частично приостановлено на том основании, что у суда может не быть полномочий запрещать продажи на территории ЕС. Судебный запрет не будет распространяться за пределы Германии.
9 сентября немецкий суд оставил в силе запрет на продажу Samsung Galaxy Tab, заявив, что он нарушает дизайн Apple, и Samsung намеревалась обжаловать это решение. Однако это решение касается только Германии; и устройство по-прежнему доступно для продажи внутри страны. Сообщалось, что это решение «не имеет практических последствий» для Samsung.
12 октября судья Федерального суда Австралии Анабель Беннетт удовлетворила ходатайство Apple о продолжении судебного запрета на продажу Galaxy Tab в Австралии. Судебный запрет запрещает Samsung продавать свою популярную линейку планшетов, которая включает в себя выходящую на тот момент версию 8.9, до тех пор, пока судебный процесс между Apple и Samsung не будет разрешен или не будет принято другое решение суда об отмене судебного запрета. Однако Galaxy Tab 8.9 стал легко доступен в интернет-магазинах и на аукционах. 30 ноября судебный запрет был отменен Федеральным судом.
Samsung Electronics будет разрешено продавать свой последний планшетный компьютер Galaxy, включая Samsung Galaxy Tab 8.9, в Австралии с 3 декабря 2011 года после победы над Apple и отмены запрета на продажу в стране. Между Samsung и Apple ведется около 20 юридических споров в 9 странах, включая США, Японию и Великобританию.

### Запрет продаж
26 июня 2012 года окружной судья Люси Кох в Сан-Хосе, Калифорния, удовлетворила ходатайство Apple о предварительном судебном запрете на продажу линейки Samsung Galaxy Tab в США. Запрет на продажу должен был вступить в силу после того, как Apple выплатила залог в размере 2,6 миллиона долларов для защиты от ущерба, понесенного Samsung, если судебный запрет позже окажется неверным. 1 октября 2012 года запрет на продажу был снят.